# Cynthia Ann Parker

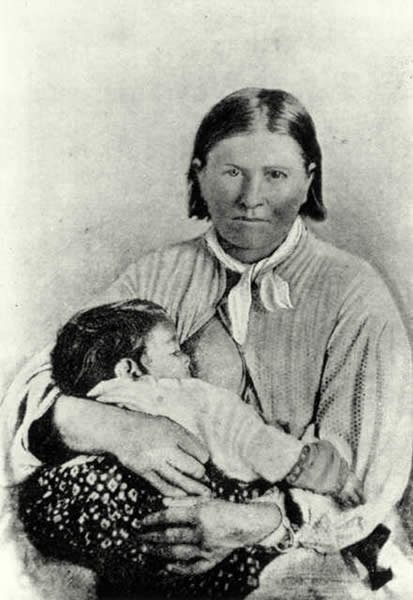
Cynthia Ann Parker

Cynthia Ann Parker, ou Naduah (Crawford, 1827 — ?, 1870), foi uma branca norte-americana criada entre os indígenas.
Cynthia era mãe de Quanah Parker, o último chefe dos ameríndios da tribo comanches. Seus pais foram os colonos Silas e Lucy Parker.
No ano 1836, os índios assaltaram o Parkers Fort — vilarejo da familía Parker, lugar próximo à atual Groesbeck (Texas) — e raptaram Cynthia. Ela tinha 9 anos e cresceu em casa dos índios. Recebeu um nome novo — ”Naduah” que significa "Encontrada" — e casou-se com o chefe Nocona (Caminhante), dando-lhe três filhos, Quanah (Perfumado), Pecos (Amendoim) e Topsana (Flor da Pradaria).
No ano 1860 os soldados do grupo dos Texas Rangers, liderados por Lawrence Sullivan Ross, assaltaram os índios (Batalha do Pease River), mataram Nocona e resgataram Naduah, que tinha 33 anos, acompanhada da filha. Ela já não falava inglês, e teve de ser forçada a voltar para a casa dos Parker.
Ela nunca se adaptaria à vida entre os brancos. Tentou em vão fugir, várias vezes. Seu irmão, Silas Jr., foi nomeado 
seu guardião em 1862, e a levou para casa, no condado de Van Zandt. Quando Silas foi convocado para o exército confederado, Cynthia foi viver com sua irmã Orlena. De acordo com alguns relatos, os Parker estavam negociando seu retorno ao território indígena, quando irrompeu a Guerra Civil Americana. Cynthia foi sendo tomada por profunda tristeza, principalmente por não saber o destino de seus filhos. Em 1863, sua filha Topsana morreu de pneumonia.
Cynthia parou de comer, adoeceu e morreu em 1870. Foi enterrada no cemitério de Fosterville, no condado de Anderson. Em 1910, seu filho, Quanah, transferiu os restos mortais de Cynthia para o cemitério Post Oak, em Oklahoma, onde também seria enterrado no ano seguinte, unindo finalmente a família.
Cynthia obteve notoriedade após a publicação do livro Ride The Wind – The Story of Cynthia Ann Parker and The Last Days of The Comanche (1982), de Lucia St. Clair Robson.
Antes disso, a história de Cynthia foi apontada como inspiração para o clássico "Rastros de Ódio" (Brasil) ou "A Desaparecida" (Portugal) The Searchers (1953), de John Ford.